# Jasper Tudor, hertug af Bedford
Jasper Tudor, hertug af Bedford, jarl af Pembroke, KG, (walisisk: Siasbar ab Owain ap Maredudd ap Tudur ap Goronwy) (født ca. november 1431, død 21. eller 26. december 1495) var farbror til kong Henrik 7. af England, og han var arkitekten bag den succesfulde erobring af England og Wales i 1485.

## Familie
Jasper Tudor var en yngre søn af Owen Tudor og den tidligere engelske dronning Katherine af Valois.
Jasper havde flere helsøskende deriblandt Edmund Tudor, 1. jarl af Richmond, der blev far til kong Henrik 7. af England,
Jasper var også halvbror til Henrik 6. af England.